# 刀槍不入一僧侶
《刀槍不入一僧侶》（英語：Bulletproof Monk），是一部以功夫為主題的美國喜劇動作電影。它是2003年保羅·亨特出道時的首部作品，由周潤發、尚·威廉·史葛及潔米·金主演。該作大約是基於米高·雅芳·歐文的漫畫作品。電影在加拿大的咸美頓和多倫多，以及在看起來像紐約的地方拍攝。

## 劇情
1943年的西藏，一位年輕的和尚被告知，他已經完成了一系列預言，這些預言表明他將成為師父的繼承人。放棄了他的名字，這位和尚被託付守護一卷可以讓擁有者保持強大、年輕且免於受傷的卷軸。當納粹士兵在斯特魯克上校的帶領下圍攻寺廟時，這位和尚被迫逃亡。六十年後，這位無名的和尚遇到並開始跟蹤一個名叫卡的年輕扒手，懷疑他可能因為其無私的本性而成為合適的繼承人。在與當地幫派的一次激烈衝突中，卡愛上了一位名叫玉的小混混女孩。
隔天，玉參加了一個由斯特魯克的孫女妮娜主持的人權博物館展覽，妮娜秘密且無情地領導著她祖父對卷軸的持續追捕。之後，玉碰巧遇見被和尚訓誡的卡，並要求他歸還她的項鍊，這項鍊是他為了博取她的好感而偷走的。當和尚被妮娜的雇傭兵發現時，會面被打斷。和尚和卡來到一家秘密收留和尚的洗衣店，和尚提出訓練他。
當卡和和尚在一個廢棄的倉庫裡訓練時，妮娜的雇傭兵大舉襲擊。在隨後的追逐中，卡不小心把卷軸掉在屋頂上，被妮娜撿走；然而，她後來發現卷軸是假的。憤怒的妮娜拜訪卡的住所追蹤他們，並殺害了他的雇主。一名野心勃勃的和尚背叛了他們的藏身之處，迫使他們再次逃亡。和尚的盟友被綁架並被帶到博物館下的斯特魯克秘密設施。
尋求幫助，卡和和尚拜訪玉的家，得知她是被囚禁的犯罪老大的女兒。和尚意識到這一事實應驗了第二個預言。突然，妮娜和她的手下從玉的窗戶突襲，使用麻醉箭擊倒了和尚。妮娜發現卷軸的真正內容刺在和尚的身上，並命令他們活捉他。玉推測出和尚被帶到哪裡，決定幫助營救他，並決心讓妮娜為她的罪行付出代價。
和尚醒來時，看到妮娜誘惑地脫下他的衣服，並掃描他的紋身，將卷軸的內容編入她祖父的電腦。斯特魯克的閱讀被玉和卡對博物館的爆炸性攻擊打斷，大部分的妮娜手下在爆炸中喪生。玉和卡通過地下水管道潛入設施，卡被突然湧出的水沖走。玉在隧道中被這次穿著緊身軍裝並隱藏著一把匕首的妮娜攔截。儘管妮娜初期佔據優勢，玉最終以一腳踢在她的腿上，使她的脛骨折斷，並將她鎖喉，結束了她的生命。
斯特魯克在讀過卷軸後恢復了青春；然而，他發現最後一節缺失。在斯特魯克能掃描和尚的大腦之前，卡趕到並分散他的注意力，使和尚得以脫身。當玉努力釋放其他和尚時，無名的和尚與卡聯手對抗斯特魯克，最終將他從屋頂上推下。三人在博物館內重聚，卷軸的力量轉移給卡，因為他完成了第三個預言。斯特魯克再次出現並試圖殺死三人，但最終被一座墜落的雕像壓死。卡驚訝地發現玉在似乎被射擊後仍然活著；像卡一樣，她也完成了三個預言，卷軸的力量也轉移給了她。翌日，已年邁的和尚與卡和玉會面，給予每人半句最終的經文，認為他們不可分割。兩人祝和尚從職責中度過一個愉快的假期，然後離開去履行他們的新角色。

## 演員
| 演員              | 角色                |
| 周潤發            | 無名僧              |
| 西恩·威廉·史考特  | 卡（Kar）           |
| 潔米·金           | 翡翠（Jade）/壞女孩 |
| 卡雷尔·羅丹       | 卓加                |
| 維多利亞·斯莫菲   | 妮娜                |
| Roger Yuan        | 高僧                |
| 岩松信            | 小島先生            |
| Marcus Jean Pirae | Mister Funktastic   |

## 票房
刀槍不入一僧侶總票房收入為3,700萬英元，其中2,300萬是美國票房收入。票房收入比製作預算（5,200萬）少。